# Cyanokobalamin
Cyanokobalamin är en syntetiskt framställd Vitamin B12 som bland annat används vid B12-brist. B12-brist förekommer oftast på grund av att kroppen ej har förmåga att ta upp B12 alternativt vid för ensidigt matintag. 